# Verbesina discoidea
Verbesina discoidea là một loài thực vật có hoa trong họ Cúc. Loài này được (Brandegee) Rzed. miêu tả khoa học đầu tiên năm 1980.